# La Granja, Tlalpujahua
La Granja är en ort i Mexiko.   Den ligger i kommunen Tlalpujahua och delstaten Michoacán de Ocampo, i den sydöstra delen av landet, 120 km väster om huvudstaden Mexico City. La Granja ligger 2 275 meter över havet och antalet invånare är 480.
Terrängen runt La Granja är kuperad åt sydost, men åt nordväst är den platt. Runt La Granja är det ganska tätbefolkat, med 96 invånare per kvadratkilometer. Närmaste större samhälle är Tlalpujahua de Rayón, 6,8 km söder om La Granja. Trakten runt La Granja består till största delen av jordbruksmark.